# Michel Ferracci-Porri

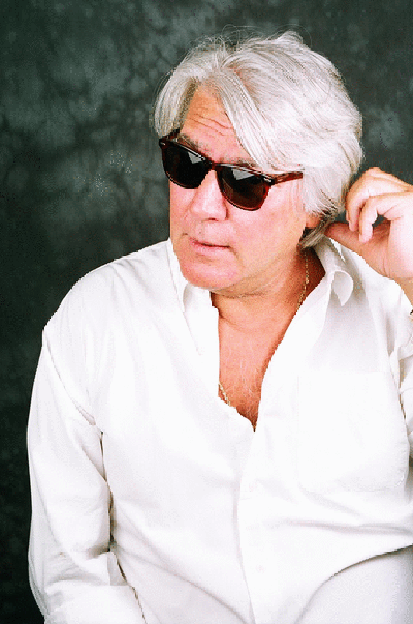
Michel Ferracci-Porri, 2012

Michel Ferracci-Porri (* 24. September 1949 in Ajaccio, Korsika) ist ein französischer Schriftsteller.

## Werke
- La Môme Moineau. La vie fabuleuse et tragique de la femme la plus riche du monde. Éditions Normant, Nantes 2006, ISBN 2-915685-28-2.
- Beaux Ténèbres. La Pulsion du Mal d'Eugène Weidmann. Éditions Normant, Nantes 2008, ISBN 978-2-915685-34-3 (Der Drang nach dem Bösen des Eugen Weidmann.).
- L'Affaire du Fantôme de Heilbronn. Plongée dans une Enquête criminelle hors Normes. Éditions Normant, Nantes 2009, ISBN 978-2-915685-42-8 (Die Affäre des Heilbronner Phantoms.).
- mit Maryline Paoli: Joyeuse Encyclopédie Anecdotique de la Gastronomie. Comment Transformer par des Noms et des Mots Savoureux d'incorrigibles Gourmands en incollables Gourmets! Vorwort von Christian Millau. Éditions Normant, Nantes 2012, ISBN 978-2-915685-55-8 (Fröhliche anekdotische Enzyklopädie der Gastronomie.).

| Personendaten    | Personendaten                |
| ---------------- | ---------------------------- |
| NAME             | Ferracci-Porri, Michel       |
| KURZBESCHREIBUNG | französischer Schriftsteller |
| GEBURTSDATUM     | 24. September 1949           |
| GEBURTSORT       | Ajaccio, Korsika             |